# Copa Latina de Voleibol Feminino
A Copa Latina de Voleibol Feminino é um torneio quadrangular de voleibol feminino realizado desde 2009 no Peru, pela Federação Peruana de Voleibol. Geralmente serve como preparação para alguma competição importante.

## Quadro geral
| Ordem | País                 | Medalha de ouro | Medalha de prata | Medalha de bronze | Total |
| ----- | -------------------- | --------------- | ---------------- | ----------------- | ----- |
| 1     | Peru                 | 3               | 1                | 1                 | 5     |
| 2     | Cuba                 | 2               | 0                | 1                 | 3     |
| 3     | República Dominicana | 1               | 3                | 0                 | 4     |
| 4     | Colômbia             | 1               | 1                | 1                 | 3     |
| 5     | Argentina            | 0               | 1                | 0                 | 1     |
| 5     | Tailândia            | 0               | 1                | 0                 | 1     |
| 7     | Brasil               | 0               | 0                | 1                 | 1     |
| 7     | Chile                | 0               | 0                | 1                 | 1     |
| 7     | Grã-Bretanha         | 0               | 0                | 1                 | 1     |
| 7     | México               | 0               | 0                | 1                 | 1     |